# Ruger SR1911
Ruger SR1911 je samonabíjecí pistole v nerezovém provedení na náboj .45 ACP. Design vychází z Coltu 1911 (model 1911A1), který byl v ozbrojených silách USA používán více než 100 let.

## Konstrukce
Z hlediska konstrukce je Ruger SR1911 moderní klon Coltu Government, který zachovává původní Browningovu konstrukci. Pistole má uzamčený závěr a jednočinný spoušťový mechanizmus (Single Action – SA). V přední části je hlaveň vedena v hlavňové objímce, hlaveň a hlavňová objímka jsou vyrobeny ze stejného materiálu, na stejném stroji, což zlepšuje přesnost zbraně.
Uzamčení hlavně je provedeno pomocí žeber na jejím hřbetě, ty zapadají do vybrání na vnitřní straně závěru. V zadní části je hlaveň upnuta v těle zbraně pomocí výkyvného spojovacího článku, který umožňuje pokles zadní části hlavně a odemčení (a naopak). Pod hlavní je pouzdro vratné pružiny, vratná pružina a vodítko vratné pružiny.
U pistole je použita konstrukce (Colt 1911 série 70) bez blokace zápalníku a s dlaňovou pojistkou. Zápalník je vyroben z titanu a je opatřen tuhou vratnou pružinou. Titan je sám o sobě velmi lehký a tvrdý kov, proto v případě pádu pistole malá hmotnost zápalníku v kombinaci s dostatečně tuhou vratnou pružinou zabrání výstřelu. Tato konstrukce spolu s lehkou hliníkovou spouští zajišťuje její lehký chod. Spoušť je stavitelná.
Dále je pistole doplněna celou řadou nadstandardních prvků jako zvětšený hmatník manuální pojistky a záchytu závěru, zvětšená dlaňová pojistka s prodlouženou ostruhou (bobří ocas), prodloužený záchyt zásobníku, zvětšené výhozné okénko závěru a kontrolní otvor pro vizuální kontrolu nábojové komory.

## Technické údaje
- Ráže:  .45 Auto (ACP)
- Délka hlavně: 127 mm (5“)

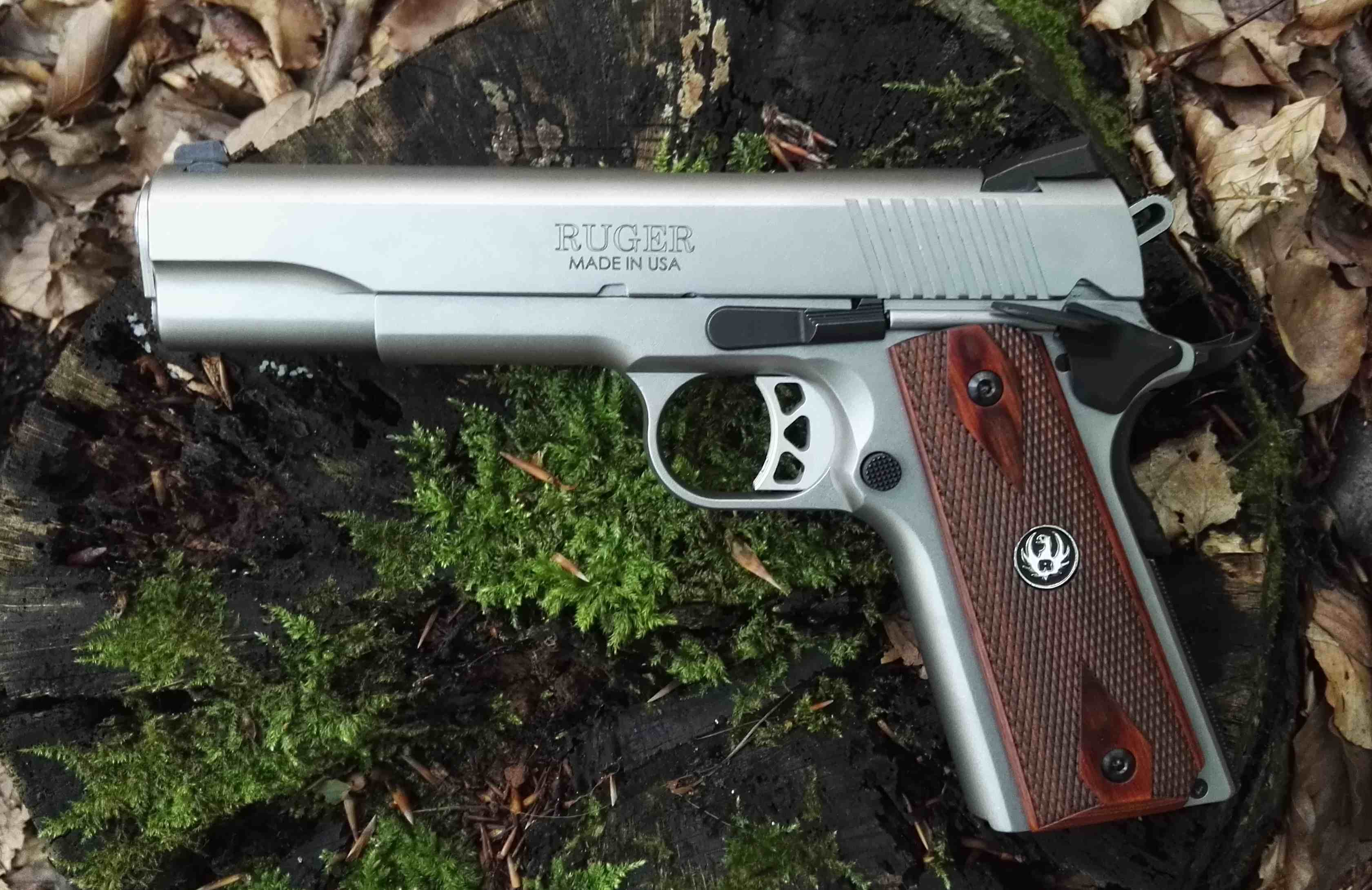
Ruger SR1911

- Celkové rozměry (D x V x Š): 220,2 x 138,5 x 34 mm
- Kapacita: 8+1, 7+1
- Hmotnost (nabitá): 1 106 g
- Mířidla: 3-bodová Novak, stavitelné hledí
- Povrchová úprava: matový nerez
- Funkce spoušťového mechanismu: Single Action – SA